# 石川淳 (経営学者)
石川 淳（いしかわ じゅん、1962年 - ）は、日本の経営学者。立教大学経営学部教授。専門は、リーダーシップ論、人的資源管理論、組織行動論。”シェアド・リーダーシップ”研究の第一人者。

## 略歴
東京都出身。1980年芝中学校・高等学校卒業、1984年慶應義塾大学法学部政治学科卒業。1995年同大学院経営管理研究科修士課程修了、2001年同博士課程修了。博士（経営学）。
帝国臓器製薬勤務を経て、1998年山梨学院大学商学部専任講師、2001年助教授。2003年立教大学社会学部産業関係学科助教授、2006年経営学部助教授、2007年准教授、2009年教授。2014ｰ2017年の間に同学部長。2014-2020年の間に立教大学リーダーシップ研究所所長。2021年より立教大学統括副総長。

## 著書

### 単著
- 『リーダーシップの理論』（中央経済社, 2022年）
- 『シェアド・リーダーシップ』（中央経済社, 2016年）

### 共著
- （石田英夫, 永野仁, 梅沢隆, 蔡仁錫）『MBA人材マネジメント』（中央経済社, 2002年）

### 分担執筆
- （村上由紀子）『グローバル研究開発人材の育成とマネジメント』（中央経済社, 2019年）
- （立教大学経営学部）『善き経営 GBIの理論と実践』（丸善雄松堂, 2016年）
- （Nuttawuth Muenjohn）Organizational Leadership: Concepts, Cases and Research（Cengage Learning Australia, 2012）
- （服部治, 谷内篤博）『人的資源管理要論』（晃洋書房, 2000年）
- （石田英夫）『研究開発人材のマネジメント』（慶應義塾大学出版会, 2002年）
- （髙木晴夫）『人的資源マネジメント戦略』（有斐閣, 2004年）
- （青島矢一）『企業の錯誤 教育の迷走』（東信堂, 2008年）